# Grevskabet Roepstorff
Grevskabet Roepstorff var et dansk grevskab oprettet 4. april 1810 for Christian Alexander Roepstorff af hovedgårdene Einsidelsborg og Kørup.  Grevskabet blev opløst ved lensafløsningen i 1921.

## Besiddere
- 1795-1810 Wilhelm de Roepstorff
- 1810-1813 Christian Alexander Petersdorff
- 1813-1839 Gregers Christian Frederik Petersdorff
- 1839-1846 Ulrik Wilhelm von Petersdorff
- 1846-1915 Christian Alexander von Petersdorff
- 1915-1919 Paul Ludvig von Petersdorff
- 1919-1926 Theodor Sigismund Wedel-Heinen